# П'єрпонт Девіс
П'єрпонт Девіс (англ. Pierpont Davis, 27 грудня 1884 — 15 липня 1953) — американський яхтсмен.
Олімпійський чемпіон 1932 року в класі 8 метрів.